# T-One
T-One vereinte die Technologien von Festnetz und Mobilfunk in einem Gerät. Die Deutsche Telekom vermarktete seit 31. Juli 2006 unter dem Namen T-One das TC 300, ein Endgerät oder Dualphone, das sich sowohl als VoIP-Telefon unter Nutzung von WLAN, als auch als GSM-Handy verwenden ließ. T-One wurde in den zwei technischen Varianten T-One DSL und T-One Festnetz angeboten, wobei jeweils das gleiche Handset verwendet wird.
Im Gegensatz zu T-Mobile und anderen Mitbewerbern, die sich mit ihren Produkten ausschließlich im Mobilfunknetz bewegen und in einer räumlich beschränkten Homezone günstige (Festnetz)-Tarife anbieten, verband T-One Internet- und GSM-Telefonie in einem Endgerät. T-One stand offiziell in keiner Verbindung mit den T-Mobile-Produkten, jedoch wurde für den GSM-Betrieb das T-Mobile-Netz genutzt.
Im März 2007 verkündete die Telekom wegen Unrentabilität die Einstellung des Angebots, da nur „mehrere tausend“  Kunden sich für das Produkt entschieden hätten. Manche Kunden klagten auch über andauernde technische Pannen sowie unausgereifte Hardware. Auch die Auslieferung der Endgeräte verlief nicht immer glatt.